# 90370 Jókaimór
90370 Jókaimór è un asteroide della fascia principale. Scoperto nel 2003, presenta un'orbita caratterizzata da un semiasse maggiore pari a 3,1290010 UA e da un'eccentricità di 0,1091128, inclinata di 8,24829° rispetto all'eclittica.
L'asteroide è dedicato allo scrittore ungherese Mór Jókai.